# Order Złotej Gwiazdy
Order Złotej Gwiazdy (wiet. Huân chương Sao Vàng) – najwyższe odznaczenie Socjalistycznej Republiki Wietnamu ustanowione dekretem z dnia 6 czerwca 1947 roku, a potwierdzone ustawą z dnia 26 listopada 2003 roku. Nie dzieli się na klasy.

## Ustanowienie
Order Złotej Gwiazdy został ustanowiony razem z Orderem Hồ Chí Minha i Orderem Niepodległości dekretem Prezydenta Demokratycznej Republiki Wietnamu nr 58/SL z dnia w 6 czerwca 1947 roku jako jednoklasowe najwyższe odznaczenie państwowe przyznawane przez prezydenta w uzgodnieniu z rządem za wielkie zasługi dla narodu. Obecne zasady nadawania reguluje ustawa z dnia 26 listopada 2003 roku, która weszła w życie 1 lipca 2004 roku. Na jej mocy order nadaje Prezydent. Kandydatury do przyznania orderu prezydentowi przedstawia premier na wniosek ministra, szefa agencji rządowej, Prezesa Najwyższego Sądu Ludowego, Prokuratora Generalnego, przewodniczącego centralnej agencji, szefa organizacji społecznej lub prowincjonalnego Komitetu Ludowego. Order przyznawany jest zarówno żyjącym, jak i pośmiertnie za wyjątkowe zasługi w sprawie rewolucji dla partii i narodu lub za wybitne zasługi dla kraju w dziedzinie politycznej, gospodarczej, społecznej, literackiej, artystycznej, naukowej, technologicznej, obronnej, bezpieczeństwa, dyplomatycznej lub innej. Może zostać nadany zbiorowości mającej wybitne osiągnięcia trwające co najmniej 10 lat i działającej od co najmniej 50 lat lub 45 lat w przypadku, gdy wcześniej została odznaczona Orderem Hồ Chí Minha. Order Złotej Gwiazdy można nadać po raz drugi zbiorowości po upływie 20 lat od pierwszego nadania.

## Odznaka
Pierwotnie odznakę stanowiła wypukła złota gwiazda wykonana z pozłacanego brązu, zawieszana na blaszce z pozłacanego brązu, na której rozciągnięta była czerwona wstążka ze sztucznego jedwabiu. Po reformie wietnamskich odznaczeń w 2003 roku odznakę orderu, wykonanej z brązu pokrytego warstwą złota oraz stopu niklu i kobaltu, stanowi pięcioramienna złota gwiazda o średnicy 52 mm z umieszczoną w środku okrągłą czerwoną tarczą ze złotą gwiazdą w środku otoczoną złotym napisem: "Huân chương Sao Vàng Việt Nam". Noszona jest na pięciobocznej zawieszce wykonanej z blaszki pokrytej złotem oraz stopem niklu i kobaltu obciągniętej jedwabną wstążką szerokości 28 mm. Lewa połowa wstążki jest koloru czerwonego a prawa żółtego. Wprowadzono również baretkę wykonaną z czerwono-żółtej wstążki z jedwabiu wiskozowego obciągniętej na wykonanej z brązu blaszce pokrytej stopem niklu i kobaltu. W 2014 roku uchwalono nowe rozporządzenie dotyczące wyglądu odznaczeń wietnamskich. Zmieniono w nim średnicę gwiazdy z 52 na 55 mm oraz zastąpiono materiał baretki z wiskozy na poliester.